# Melodifestivalen 2009
Melodifestivalen 2009 – 48. edycja szwedzkich preselekcji do Konkursu Piosenki Eurowizji 2009. Półfinały odbyły się kolejno: 7, 14, 21 oraz 28 lutego, runda drugiej szansy – 7 marca, a finał – 14 marca. Podczas półfinałów, o wynikach decydowali telewidzowie głosujący za pomocą głosowania telefonicznego, natomiast w finale reprezentanta wybrali telewidzowie oraz komisja sędziowska (11 członków regionalnych i komisja międzynarodowa) w stosunku głosów 50:50.
Selekcje wygrała Malena Ernman z utworem „La voix”, zdobywając w sumie 182 punkty w finale.

## Format

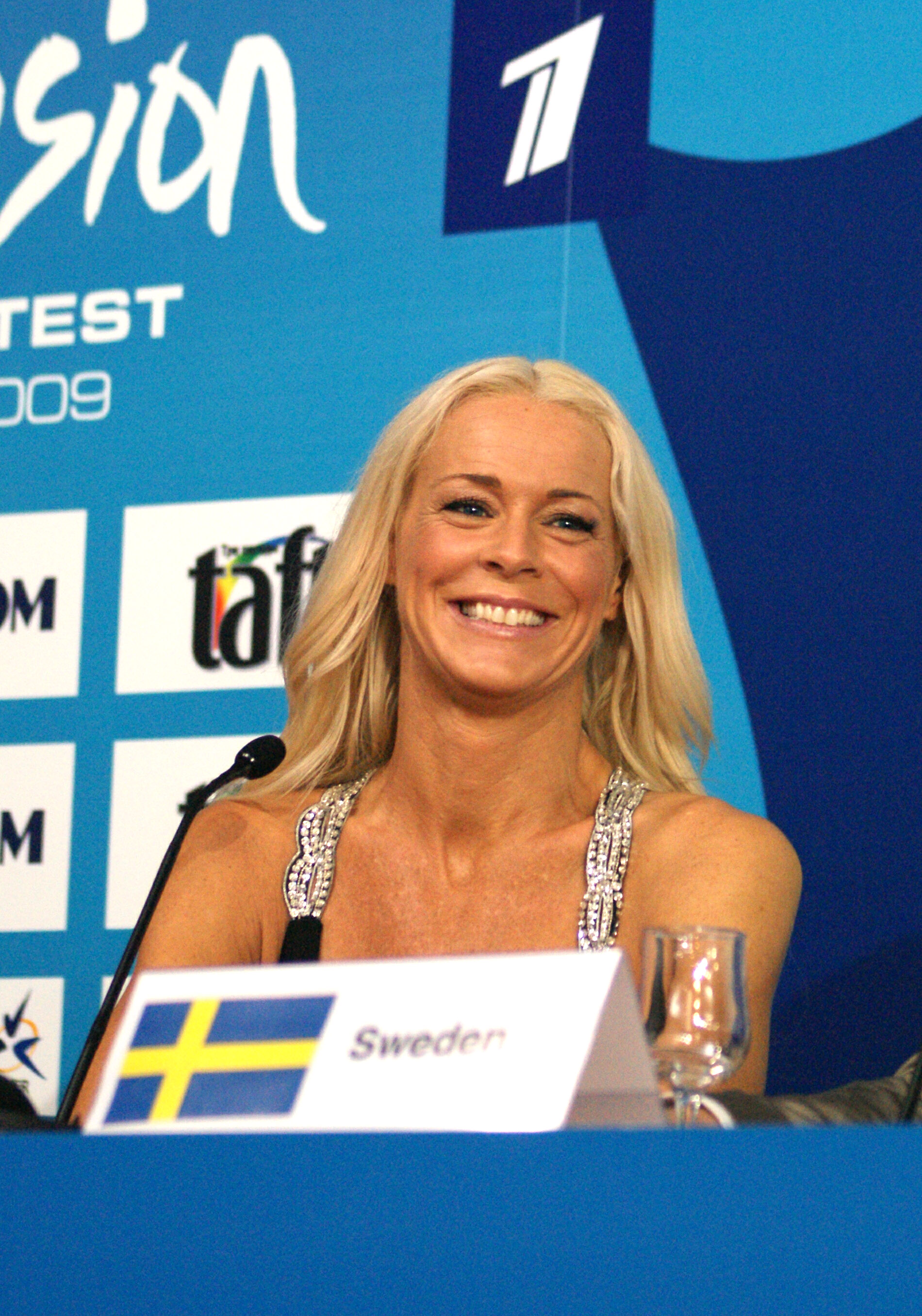
Zwyciężczyni Melodifestivalen 2009, Malena Ernman w trakcie konferencji prasowej podczas Konkursu Piosenki Eurowizji 2009 w Moskwie

Trzydziestu dwóch uczestników podzielono na cztery ośmioosobowe półfinały. Z każdego półfinału dwójka najlepszych uczestników otrzymała automatyczny awans do finału. Laureaci trzeciego oraz czwartego miejsca półfinałów zakwalifikowali się zaś do dogrywki – drugiej szansy, z którego kolejna dwójka zakwalifikowała się do wielkiego finału. Dodatkowo jedenastego finalistę wybierało międzynarodowe jury.

### Harmonogram
Tradycyjnie każdy etap odbywał się w innym szwedzkim mieście, a finał niezmiennie został zorganizowany w Sztokholmie.
| Data      | Miasto     | Miejsce              | Etap                         |
| --------- | ---------- | -------------------- | ---------------------------- |
| 7 lutego  | Göteborg   | Scandinavium         | Półfinał 1                   |
| 14 lutego | Skellefteå | Kraft Arena          | Półfinał 2                   |
| 21 lutego | Leksand    | Ejendals Arena       | Półfinał 3                   |
| 28 lutego | Malmö      | Malmö Arena          | Półfinał 4                   |
| 7 marca   | Norrköping | Himmelstalundshallen | Druga szansa (Andra chansen) |
| 14 marca  | Sztokholm  | Globen               | Finał                        |

## Półfinały

### Półfinał 1
Pierwszy półfinał odbył się 7 lutego 2009 w Scandinavium w Göteborgu. Spośród ośmiu uczestników bezpośrednio do finału awansowali: Alcazar z piosenką „Stay the Night” oraz Emilia z utworem „You're My World”, a Caroline af Ugglas i Scotts ze swoimi propozycjami trafili do rundy drugiej szansy.

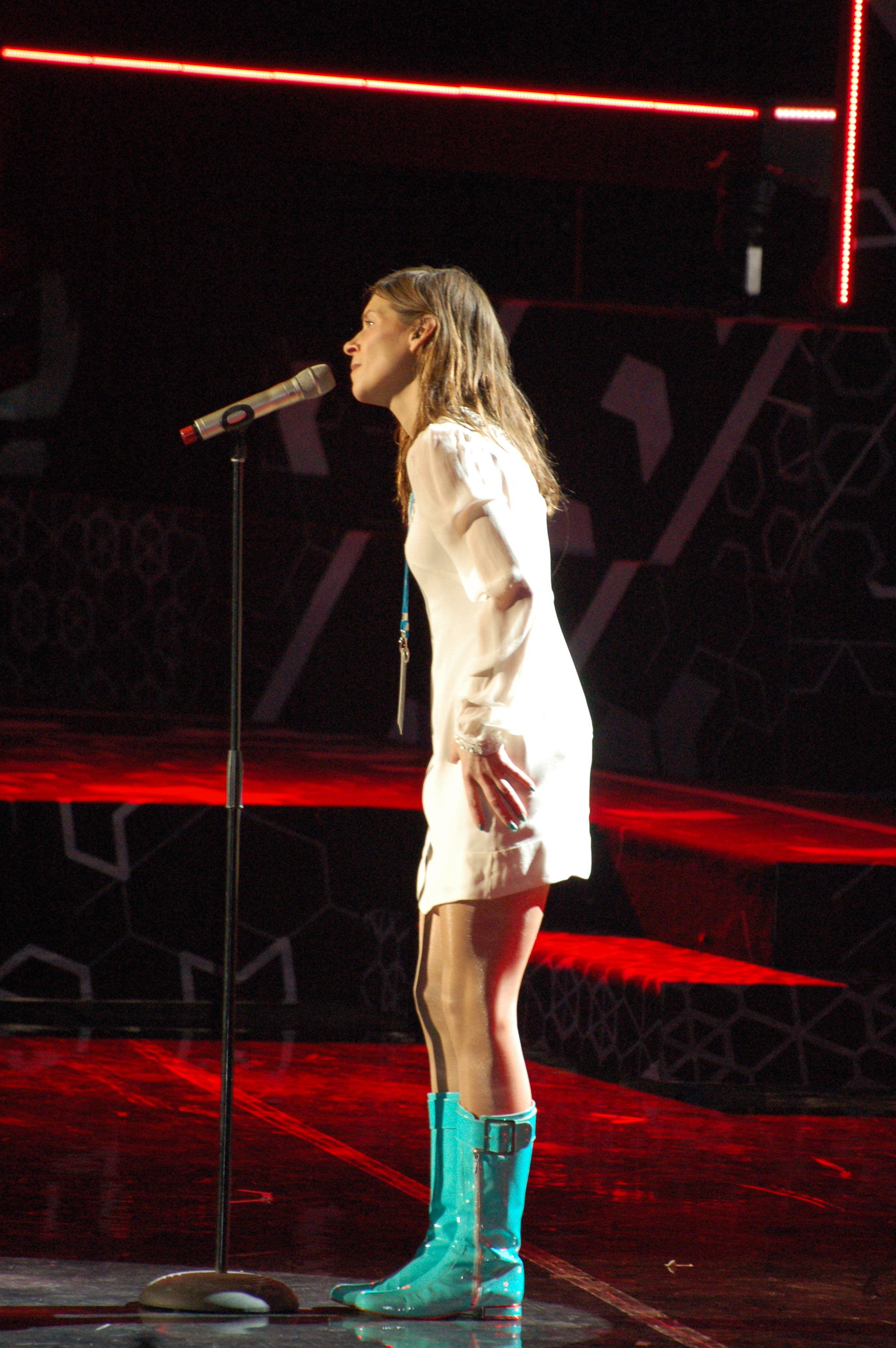
Caroline af Ugglas, wykonując piosenkę „Snälla, snälla” podczas swojego występu w Melodifestivalen 2009

| L.p. | Artysta            | Piosenka                    | Tekst (t) / Muzyka (m)                                                                                       | Liczba głosów | Liczba głosów | Miejsce | Rezultat                         |
| L.p. | Artysta            | Piosenka                    | Tekst (t) / Muzyka (m)                                                                                       | Runda 1       | Runda 2       | Miejsce | Rezultat                         |
| ---- | ------------------ | --------------------------- | --- | ------------- | ------------- | ------- | -------------------------------- |
| 1    | Nina Söderquist    | „Tick Tock”                 | Johan Lyander (t/m), Matti Alfonzetti (t/m)                                                                  | 28 404        | 59 122        | 5       | Odpadła                          |
| 2    | Jonathan Fagerlund | „Welcome to My Life”        | Samuel Waermö (t/m), Didrik Thott (t/m)                                                                      | 20 847        | –             | 7       | Odpadł                           |
| 3    | Shirley Clamp      | „Med hjärtat fyllt av ljus” | Ingela „Pling” Forsman (t), Bobby Ljunggren (m), Henrik Wikström (m)                                         | 11 542        | –             | 8       | Odpadła                          |
| 4    | Scotts             | „Jag tror på oss”           | Ingela „Pling” Forsman (t), Lars „Dille” Diedricson (m), Martin Hedström (m)                                 | 39 831        | 72 455        | 4       | Druga szansa                     |
| 5    | Emilia             | „You're My World”           | Emilia Rydberg (t/m), Figge Boström (t/m)                                                                    | 28 960        | 60 471        | 2       | Finał                            |
| 6    | Alcazar            | „Stay the Night”            | Anders Hansson (t/m), Mårten Sandén (t/m), Andreas Lundstedt (t/m), Therese Merkel (t/m), Lina Hedlund (t/m) | 40 913        | 77 368        | 1       | Finał                            |
| 7    | Caroline af Ugglas | „Snälla, snälla”            | Caroline af Ugglas (t), Heinz Liljedahl (m)                                                                  | 32 839        | 84 451        | 3       | Druga szansa Międzynarodowe jury |
| 8    | Marie Serneholt    | „Disconnect Me”             | Peter Boström (t/m), Tony Nilsson (t/m)                                                                      | 23 599        | –             | 6       | Dzika karta Odpadła              |

Legenda:
     Uczestnicy, którzy awansowali do finału
     Uczestnicy, którzy trafili do drugiej szansy

#### Pojedynki
|  |           |                                     |           |                          |       |        |                          |       |
|  | Pojedynek | Pojedynek                           | Pojedynek |                          |       | Finał  | Finał                    | Finał |
|  | Pojedynek | Pojedynek                           | Pojedynek |                          |       | Finał  | Finał                    | Finał |
|  |           |                                     |           |                          |       |        |                          |       |
|  |           |                                     |           |                          |       |        |                          |       |
|  | 4         | Scotts "Jag tror på oss”            | 63 208    |                          |       |        |                          |       |
|  | 4         | Scotts "Jag tror på oss”            | 63 208    |                          |       |        |                          |       |
|  | 6         | Alcazar „Stay the Night”            | 92 630    |                          |       |        |                          |       |
|  | 6         | Alcazar „Stay the Night”            | 92 630    |                          |       | 6      | Alcazar „Stay the Night” | Finał |
|  |           |                                     |           |                          |       | 6      | Alcazar „Stay the Night” | Finał |
|  |           |                                     | 5         | Emilia „You're My World” | Finał |        |                          |       |
|  | 5         | Emilia „You're My World”            | 5         | Emilia „You're My World” | Finał | 79 496 |                          |       |
|  | 5         | Emilia „You're My World”            |           |                          |       |        |                          |       |
|  | 7         | Caroline af Ugglas „Snälla, snälla” | 66 520    |                          |       |        |                          |       |
|  | 7         | Caroline af Ugglas „Snälla, snälla” | 66 520    |                          |       |        |                          |       |
|  |           |                                     |           |                          |       |        |                          |       |

### Półfinał 2
Drugi półfinał odbył się 14 lutego 2009 w Kraft Arena w Skellefteå. Spośród ośmiu uczestników bezpośrednio do finału awansowali: Måns Zelmerlöw z piosenką „Hope & Glory” oraz H.E.A.T. z utworem „1000 Miles”, a Amy Diamond oraz Lili & Susie ze swoimi kompozycjami trafiły do dogrywki – drugiej szansy.
| L.p. | Artysta              | Piosenka                        | Tekst (t) / Muzyka (m)                                                                         | Liczba głosów | Liczba głosów | Miejsce | Rezultat                         |
| L.p. | Artysta              | Piosenka                        | Tekst (t) / Muzyka (m)                                                                         | Runda 1       | Runda 2       | Miejsce | Rezultat                         |
| ---- | -------------------- | ------------------------------- | ---------------------------------------------------------------------------------------------- | ------------- | ------------- | ------- | -------------------------------- |
| 1    | Lili & Susie         | „Show Me Heaven”                | Nestor Geli (t), Susie Päivärinta (t/m), Calle Kindbom (t/m), Thomas G:son (t/m), Pär Lönn (m) | 30 813        | 70 081        | 4       | Druga szansa                     |
| 2    | Lasse Lindh i Bandet | „Jag ska slåss i dina kvarter!” | Lasse Lindh (t/m)                                                                              | 9 084         | –             | 8       | Odpadli                          |
| 3    | Jennifer Brown       | „Never Been Here Before”        | Jennifer Brown (t/m), Peter Kvint (t/m)                                                        | 9 645         | –             | 7       | Odpadła                          |
| 4    | H.E.A.T.             | „1000 Miles”                    | Niklas Jarl (t/m), David Stenmarck (t/m)                                                       | 50 735        | 96 985        | 2       | Finał                            |
| 5    | Markoolio            | „Kärlekssång från mig”          | Marko Lehtosalo (t), Patrik Henzel (t/m), Karl Eurén (t/m)                                     | 14 704        | –             | 6       | Dzika karta Odpadł               |
| 6    | Amy Diamond          | „It’s My Life”                  | Alexander Bard (t/m), Bobby Ljunggren (t/m), Oscar Holter (m)                                  | 43 352        | 77 571        | 3       | Druga szansa Międzynarodowe jury |
| 7    | Cookies 'n Beans     | „What If”                       | Robin Abrahamsson (t/m), Amir Aly (t/m), Maciel Numhauser (t/m)                                | 33 490        | 64 613        | 5       | Odpadli                          |
| 8    | Måns Zelmerlöw       | „Hope & Glory”                  | Måns Zelmerlöw (t), Fredrik Kempe (t/m), Henrik Wikström (m)                                   | 74 821        | 129 621       | 1       | Finał                            |

Legenda:
     Uczestnicy, którzy awansowali do finału
     Uczestnicy, którzy trafili do drugiej szansy

#### Pojedynki
|  |           |                               |           |                               |       |        |                       |       |
|  | Pojedynek | Pojedynek                     | Pojedynek |                               |       | Finał  | Finał                 | Finał |
|  | Pojedynek | Pojedynek                     | Pojedynek |                               |       | Finał  | Finał                 | Finał |
|  |           |                               |           |                               |       |        |                       |       |
|  |           |                               |           |                               |       |        |                       |       |
|  | 4         | H.E.A.T. „1000 Miles”         | 89 631    |                               |       |        |                       |       |
|  | 4         | H.E.A.T. „1000 Miles”         | 89 631    |                               |       |        |                       |       |
|  | 6         | Amy Diamond „It’s My Life”    | 69 204    |                               |       |        |                       |       |
|  | 6         | Amy Diamond „It’s My Life”    | 69 204    |                               |       | 4      | H.E.A.T. „1000 Miles” | Finał |
|  |           |                               |           |                               |       | 4      | H.E.A.T. „1000 Miles” | Finał |
|  |           |                               | 8         | Måns Zelmerlöw „Hope & Glory” | Finał |        |                       |       |
|  | 1         | Lili & Susie „Show Me Heaven” | 8         | Måns Zelmerlöw „Hope & Glory” | Finał | 67 859 |                       |       |
|  | 1         | Lili & Susie „Show Me Heaven” |           |                               |       |        |                       |       |
|  | 8         | Måns Zelmerlöw „Hope & Glory” | 107 523   |                               |       |        |                       |       |
|  | 8         | Måns Zelmerlöw „Hope & Glory” | 107 523   |                               |       |        |                       |       |
|  |           |                               |           |                               |       |        |                       |       |

### Półfinał 3
Trzeci półfinał odbył się 21 lutego 2009 w Ejendals Arena w Leksand. Spośród ośmiu uczestników bezpośrednio do finału awansowali: E.M.D. z piosenką „Baby Goodbye” oraz Molly Sandén z utworem „Så vill stjärnorna”, a BWO oraz Rigo, The Topaz Sound i Red Fox ze swoimi kompozycjami trafili do dogrywki – drugiej szansy.
| L.p. | Artysta                              | Piosenka             | Tekst (t) / Muzyka (m)                                                                   | Liczba głosów | Liczba głosów | Miejsce | Rezultat            |
| L.p. | Artysta                              | Piosenka             | Tekst (t) / Muzyka (m)                                                                   | Runda 1       | Runda 2       | Miejsce | Rezultat            |
| ---- | ------------------------------------ | -------------------- | ---------------------------------------------------------------------------------------- | ------------- | ------------- | ------- | ------------------- |
| 1    | Velvet                               | „The Queen”          | Tony Nilsson (t/m), Henrik Janson (t/m)                                                  | 15 985        | –             | 6       | Odpadła             |
| 2    | Rigo i The Topaz Sound feat. Red Fox | „I Got U”            | Rodrigo Pencheff (t/m), Tobias Karlsson (m)                                              | 18 515        | 38 078        | 4       | Druga szansa        |
| 3    | Molly Sandén                         | „Så vill stjärnorna” | Ingela „Pling” Forsman (t), Bobby Ljunggren (m), Marcos Ubeda (m)                        | 29 523        | 55 713        | 2       | Finał               |
| 4    | E.M.D.                               | „Baby Goodbye”       | Erik Segerstedt (t/m), Mattias Andréasson (t/m), Danny Saucedo (t/m), Oscar Görres (t/m) | 65 234        | 127 990       | 1       | Dzika karta Finał   |
| 5    | Mikael Rickfors                      | „Du vinner över mig” | Thomas G:son (t/m)                                                                       | 17 785        | 36 284        | 5       | Odpadł              |
| 6    | Maja Gullstrand                      | „Här för mig själv”  | Thomas G:son (t/m), Marcos Ubeda (t/m)                                                   | 10 568        | –             | 8       | Odpadła             |
| 7    | Sofia                                | „Alla”               | Nina Karolidou (t), Dimitri Stassos (m), Henrik Wikström (m), Irini Michas (m)           | 14 782        | –             | 7       | Międzynarodowe jury |
| 8    | BWO                                  | „You're Not Alone”   | Fredrik Kempe (t/m), Alexander Bard (t/m), Anders Hansson (t/m)                          | 41 082        | 80 414        | 3       | Druga szansa        |

Legenda:
     Uczestnicy, którzy awansowali do finału
     Uczestnicy, którzy trafili do drugiej szansy
     Uczestniczka, która trafiła do grona osób, spośród których międzynarodowa komisja jurorska wskazała jedenastego finalistę

#### Pojedynki
|  |           |                                                |           |                                   |       |        |                       |       |
|  | Pojedynek | Pojedynek                                      | Pojedynek |                                   |       | Finał  | Finał                 | Finał |
|  | Pojedynek | Pojedynek                                      | Pojedynek |                                   |       | Finał  | Finał                 | Finał |
|  |           |                                                |           |                                   |       |        |                       |       |
|  |           |                                                |           |                                   |       |        |                       |       |
|  | 4         | E.M.D. „Baby Goodbye”                          | 116 034   |                                   |       |        |                       |       |
|  | 4         | E.M.D. „Baby Goodbye”                          | 116 034   |                                   |       |        |                       |       |
|  | 2         | Rigo & The Topaz Sound feat. Red Fox „I Got U” | 39 124    |                                   |       |        |                       |       |
|  | 2         | Rigo & The Topaz Sound feat. Red Fox „I Got U” | 39 124    |                                   |       | 4      | E.M.D. „Baby Goodbye” | Finał |
|  |           |                                                |           |                                   |       | 4      | E.M.D. „Baby Goodbye” | Finał |
|  |           |                                                | 3         | Molly Sandén „Så vill stjärnorna” | Finał |        |                       |       |
|  | 8         | BWO „You're Not Alone”                         | 3         | Molly Sandén „Så vill stjärnorna” | Finał | 66 108 |                       |       |
|  | 8         | BWO „You're Not Alone”                         |           |                                   |       |        |                       |       |
|  | 3         | Molly Sandén „Så vill stjärnorna”              | 85 886    |                                   |       |        |                       |       |
|  | 3         | Molly Sandén „Så vill stjärnorna”              | 85 886    |                                   |       |        |                       |       |
|  |           |                                                |           |                                   |       |        |                       |       |

### Półfinał 4
Czwarty półfinał odbył się 28 lutego 2009 w Malmö Arena w Malmö. Spośród ośmiu uczestników bezpośrednio do finału awansowały: Malena Ernman z piosenką „La voix” oraz Agnes z utworem „Love Love Love”, a Star Pilots i Sarah Dawn Finer ze swoimi kompozycjami trafili do dogrywki – drugiej szansy.

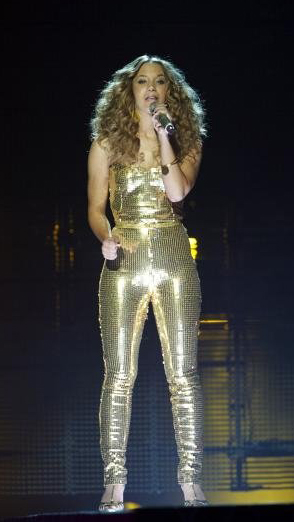
Agnes, wykonując piosenkę „Love Love Love” podczas swojego występu w Melodifestivalen 2009

| L.p. | Artysta                              | Piosenka                         | Tekst (t) / Muzyka (m)                                                               | Liczba głosów | Liczba głosów | Miejsce | Rezultat                         |
| L.p. | Artysta                              | Piosenka                         | Tekst (t) / Muzyka (m)                                                               | Runda 1       | Runda 2       | Miejsce | Rezultat                         |
| ---- | ------------------------------------ | -------------------------------- | ------------------------------------------------------------------------------------ | ------------- | ------------- | ------- | -------------------------------- |
| 1    | Agnes                                | „Love Love Love”                 | Anders Hansson (t/m)                                                                 | 27 501        | 61 082        | 2       | Finał                            |
| 2    | Star Pilots                          | „Higher”                         | Johan Becker (t/m), Johan Fjellström (m), Joakim Udd (m)                             | 28 311        | 58 751        | 3       | Druga szansa                     |
| 3    | Susanne Alfvengren                   | „Du är älskad där du går”        | Ingela „Pling” Forsman (t), Bobby Ljunggren (m), Henrik Wikström (m)                 | 7 530         | –             | 8       | Odpadła                          |
| 4    | Anna Sahlene i Maria Haukaas Storeng | „Killing Me Tenderly”            | Amir Aly (t/m), Henrik Wikström (t/m), Tobbe Petterssen (t/m)                        | 17 240        | –             | 7       | Odpadły                          |
| 5    | Thorleifs                            | „Sweet Kissin' In The Moonlight” | Lina Eriksson (t/m), Mårten Eriksson (t/m)                                           | 23 830        | 48 525        | 5       | Odpadli                          |
| 6    | Sarah Dawn Finer                     | „Moving On”                      | Sarah Dawn Finer (t/m), Fredrik Kempe (t/m)                                          | 27 394        | 57 776        | 4       | Druga szansa Międzynarodowe jury |
| 7    | Next 3                               | „Esta Noche”                     | Jimmy Almgren (t), Adam Soliman (t), Gonzalo Flores (t), Michael Xavier Barraza (tm) | 21 737        | –             | 6       | Odpadli                          |
| 8    | Malena Ernman                        | „La voix”                        | Malena Ernman (t), Fredrik Kempe (t/m)                                               | 48 415        | 102 708       | 1       | Dzika karta Finał                |

Legenda:
     Uczestnicy, którzy awansowali do finału
     Uczestnicy, którzy trafili do drugiej szansy

#### Pojedynki
|  |           |                              |           |                         |       |        |                        |       |
|  | Pojedynek | Pojedynek                    | Pojedynek |                         |       | Finał  | Finał                  | Finał |
|  | Pojedynek | Pojedynek                    | Pojedynek |                         |       | Finał  | Finał                  | Finał |
|  |           |                              |           |                         |       |        |                        |       |
|  |           |                              |           |                         |       |        |                        |       |
|  | 2         | Star Pilots „Higher”         | 54 785    |                         |       |        |                        |       |
|  | 2         | Star Pilots „Higher”         | 54 785    |                         |       |        |                        |       |
|  | 1         | Agnes „Love Love Love”       | 66 740    |                         |       |        |                        |       |
|  | 1         | Agnes „Love Love Love”       | 66 740    |                         |       | 1      | Agnes „Love Love Love” | Finał |
|  |           |                              |           |                         |       | 1      | Agnes „Love Love Love” | Finał |
|  |           |                              | 10        | Malena Ernman „La voix” | Finał |        |                        |       |
|  | 6         | Sarah Dawn Finer „Moving On” | 10        | Malena Ernman „La voix” | Finał | 48 526 |                        |       |
|  | 6         | Sarah Dawn Finer „Moving On” |           |                         |       |        |                        |       |
|  | 10        | Malena Ernman „La voix”      | 88 870    |                         |       |        |                        |       |
|  | 10        | Malena Ernman „La voix”      | 88 870    |                         |       |        |                        |       |
|  |           |                              |           |                         |       |        |                        |       |

## Druga szansa
Dogrywka – druga szansa odbyła się 7 marca 2009 w Himmelstalundshallen w Norrköping. Do finału ostatecznie udało się awansować Sarah Dawn Finer z piosenką „Moving On” oraz Caroline af Ugglas z utworem „Snälla, snälla”.

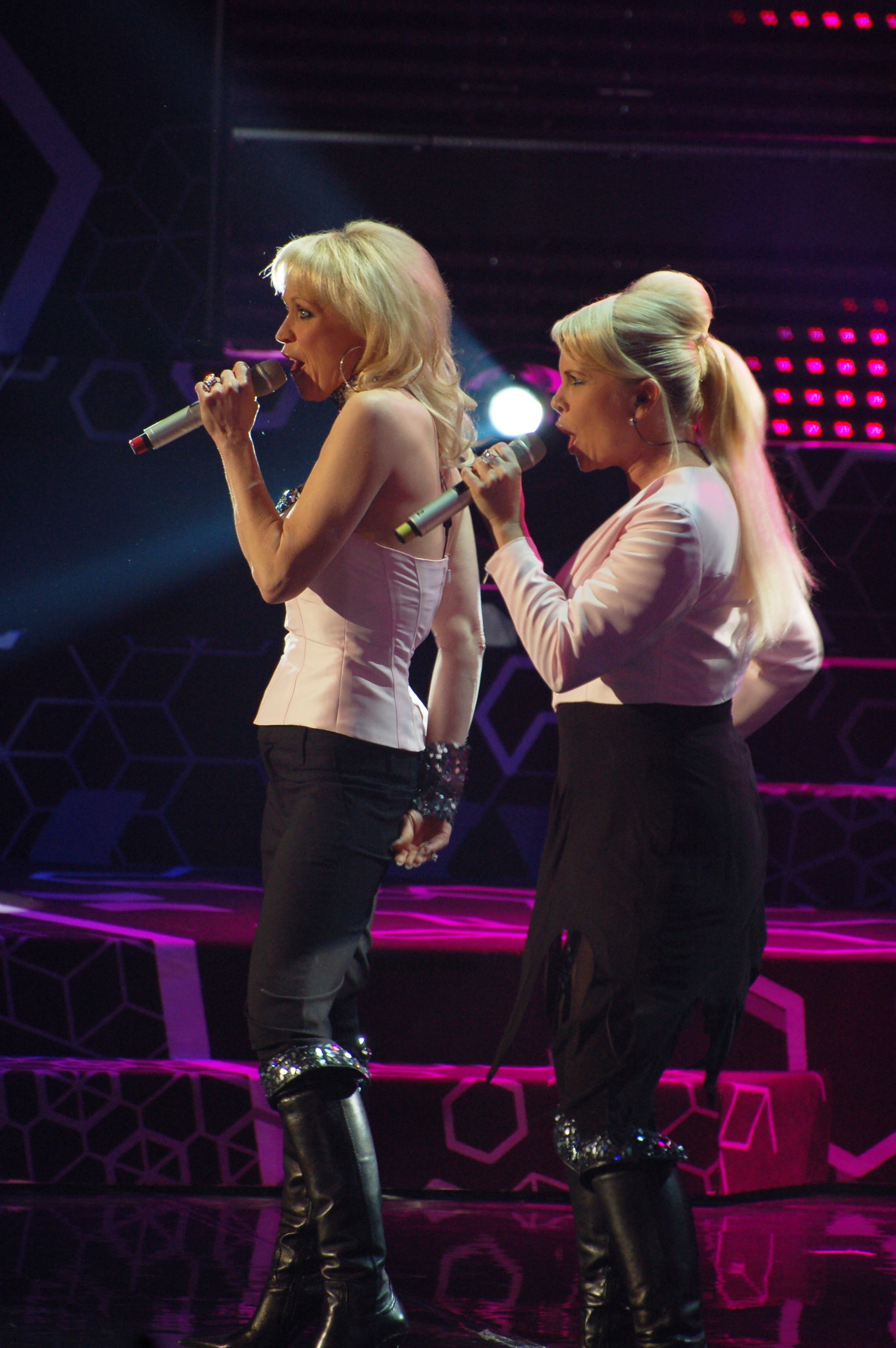
Lili & Susie, wykonując piosenkę „Show Me Heaven” podczas swojego występu w Melodifestivalen 2009

| Półfinał | Artysta                              | Piosenka           | Tekst (t) / Muzyka (m)                                                                         | Duet |
| -------- | ------------------------------------ | ------------------ | ---------------------------------------------------------------------------------------------- | ---- |
| 1        | Caroline af Ugglas                   | „Snälla, snälla”   | Caroline af Ugglas (t), Heinz Liljedahl (m)                                                    | 4    |
| 1        | Scotts                               | „Jag tror på oss”  | Ingela ”Pling” Forsman (t), Lars „Dille” Diedricson (m), Martin Hedström (m)                   | 1    |
| 2        | Amy Diamond                          | „It’s My Life”     | Alexander Bard (t/m), Bobby Ljunggren (t/m), Oscar Holter (m)                                  | 3    |
| 2        | Lili & Susie                         | „Show Me Heaven”   | Nestor Geli (t), Susie Päivärinta (t/m), Calle Kindbom (t/m), Thomas G:son (t/m), Pär Lönn (m) | 2    |
| 3        | BWO                                  | „You're Not Alone” | Fredrik Kempe (t/m), Alexander Bard (t/m), Anders Hansson (t/m)                                | 2    |
| 3        | Rigo i The Topaz Sound feat. Red Fox | „I Got U”          | Rodrigo Pencheff (t/m), Tobias Karlsson (m)                                                    | 4    |
| 4        | Star Pilots                          | „Higher”           | Johan Becker (t/m), Johan Fjellström (m), Joakim Udd (m)                                       | 3    |
| 4        | Sarah Dawn Finer                     | „Moving On”        | Sarah Dawn Finer (t/m), Fredrik Kempe (t/m)                                                    | 1    |

### Duety
|  |            |                                                |            |                                     |         |            |                              |         |  |  |                 |                 |                 |
|  | Runda 1    | Runda 1                                        | Runda 1    |                                     |         | Runda 2    | Runda 2                      | Runda 2 |  |  | Zakwalifikowani | Zakwalifikowani | Zakwalifikowani |
|  | Runda 1    | Runda 1                                        | Runda 1    |                                     |         | Runda 2    | Runda 2                      | Runda 2 |  |  | Zakwalifikowani | Zakwalifikowani | Zakwalifikowani |
|  |            |                                                |            |                                     |         |            |                              |         |  |  |                 |                 |                 |
|  |            |                                                |            |                                     |         |            |                              |         |  |  |                 |                 |                 |
|  | Półfinał 1 | Scotts „Jag tror på oss”                       | 47 593     |                                     |         |            |                              |         |  |  |                 |                 |                 |
|  | Półfinał 1 | Scotts „Jag tror på oss”                       | 47 593     |                                     |         |            |                              |         |  |  |                 |                 |                 |
|  | Półfinał 4 | Sarah Dawn Finer „Moving On”                   | 88 739     |                                     |         |            |                              |         |  |  |                 |                 |                 |
|  | Półfinał 4 | Sarah Dawn Finer „Moving On”                   | 88 739     |                                     |         | Półfinał 4 | Sarah Dawn Finer „Moving On” | 98 984  |  |  |                 |                 |                 |
|  |            |                                                |            |                                     |         | Półfinał 4 | Sarah Dawn Finer „Moving On” | 98 984  |  |  |                 |                 |                 |
|  |            |                                                | Półfinał 2 | Lili & Susie „Show Me Heaven”       | 65 217  |            |                              |         |  |  |                 |                 |                 |
|  | Półfinał 2 | Lili & Susie „Show Me Heaven”                  | Półfinał 2 | Lili & Susie „Show Me Heaven”       | 65 217  | 65 405     |                              |         |  |  |                 |                 |                 |
|  | Półfinał 2 | Lili & Susie „Show Me Heaven”                  |            |                                     |         |            |                              |         |  |  |                 |                 |                 |
|  | Półfinał 3 | BWO „You're Not Alone”                         | 54 283     |                                     |         |            |                              |         |  |  |                 |                 |                 |
|  | Półfinał 3 | BWO „You're Not Alone”                         | 54 283     |                                     |         | Półfinał 4 | Sarah Dawn Finer „Moving On” | Finał   |  |  |                 |                 |                 |
|  |            |                                                |            |                                     |         |            |                              |         |  |  |                 |                 |                 |
|  |            |                                                | Półfinał 1 | Caroline af Ugglas „Snälla, snälla” | Finał   |            |                              |         |  |  |                 |                 |                 |
|  | Półfinał 2 | Amy Diamond „It’s My Life”                     | Półfinał 1 | Caroline af Ugglas „Snälla, snälla” | Finał   | 65 493     |                              |         |  |  |                 |                 |                 |
|  | Półfinał 2 | Amy Diamond „It’s My Life”                     |            |                                     |         |            |                              |         |  |  |                 |                 |                 |
|  | Półfinał 4 | Star Pilots „Higher”                           | 84 671     |                                     |         |            |                              |         |  |  |                 |                 |                 |
|  | Półfinał 4 | Star Pilots „Higher”                           | 84 671     |                                     |         | Półfinał 4 | Star Pilots „Higher”         | 107 425 |  |  |                 |                 |                 |
|  |            |                                                |            |                                     |         | Półfinał 4 | Star Pilots „Higher”         | 107 425 |  |  |                 |                 |                 |
|  |            |                                                | Półfinał 1 | Caroline af Ugglas „Snälla, snälla” | 111 009 |            |                              |         |  |  |                 |                 |                 |
|  | Półfinał 3 | Rigo i The Topaz Sound feat. Red Fox „I Got U” | Półfinał 1 | Caroline af Ugglas „Snälla, snälla” | 111 009 | 49 543     |                              |         |  |  |                 |                 |                 |
|  | Półfinał 3 | Rigo i The Topaz Sound feat. Red Fox „I Got U” |            |                                     |         |            |                              |         |  |  |                 |                 |                 |
|  | Półfinał 1 | Caroline af Ugglas „Snälla, snälla”            | 100 860    |                                     |         |            |                              |         |  |  |                 |                 |                 |
|  | Półfinał 1 | Caroline af Ugglas „Snälla, snälla”            | 100 860    |                                     |         |            |                              |         |  |  |                 |                 |                 |

### Międzynarodowe jury
Międzynarodowe jury składające się z 12 członków, dodatkowo wybrało jedenastego finalistę, którym okazała się Sofia z piosenką „Alla”.
| Półfinał | Artysta            | Piosenka         | Rezultat w półfinale                       | Rezultat międzynarodowego jury                                |
| -------- | ------------------ | ---------------- | ------------------------------------------ | ------------------------------------------------------------- |
| 1        | Caroline af Ugglas | „Snälla, snälla” | 3 miejsce (Kwalifikacja do drugiej szansy) | Nie brana pod uwagę, ponieważ pomyślnie przeszła drugą szansę |
| 2        | Amy Diamond        | „It’s My Life”   | 3 miejsce (Kwalifikacja do drugiej szansy) | Odpadła                                                       |
| 3        | Sofia              | „Alla”           | 7 miejsce (Odpadła)                        | Finał                                                         |
| 4        | Sarah Dawn Finer   | „Moving On”      | 4 miejsce (Kwalifikacja do drugiej szansy) | Nie brana pod uwagę, ponieważ pomyślnie przeszła drugą szansę |

#### Skład międzynarodowego jury
W skład międzynarodowego jury wchodzili:
- Francja – Bruno Berberes
- Mołdawia – Natalia Brasnuev
- Stany Zjednoczone – Fred Bronson
- San Marino – Alessandro Capicchioni
- Serbia – Damir Perić
- Finlandia – Thomas Lundin
- Ukraina – Yurii Nikitin
- Cypr – Alexandros Panayi
- Serbia – Marija Šerifović
- Ukraina – Maryna Skomorokhova
- Białoruś – Anastasiya Tihanovich
- Wielka Brytania – Barry Viniker

## Finał
Finał odbył się 14 marca 2009 w Globen w Sztokholmie. Ostatecznie zwyciężczynią preselekcji została Malena Ernman z piosenką „La voix”, zdobywając w sumie 182 punkty.
| L.p. | Artysta            | Piosenka             | Tekst (t) / Muzyka (m)                                                                                       | Liczba punktów | Liczba punktów | Liczba punktów | Miejsce |
| L.p. | Artysta            | Piosenka             | Tekst (t) / Muzyka (m)                                                                                       | Jury           | Widzowie       | Razem          | Miejsce |
| ---- | ------------------ | -------------------- | --- | -------------- | -------------- | -------------- | ------- |
| 1    | Måns Zelmerlöw     | „Hope & Glory”       | Måns Zelmerlöw (t), Fredrik Kempe (t/m), Henrik Wikström (m)                                                 | 96             | 48             | 144            | 4       |
| 2    | Caroline af Ugglas | „Snälla, snälla”     | Caroline af Ugglas (t), Heinz Liljedahl (m)                                                                  | 51             | 120            | 171            | 2       |
| 3    | Agnes              | „Love Love Love”     | Anders Hansson (t/m)                                                                                         | 40             | –              | 40             | 8       |
| 4    | H.E.A.T.           | „1000 Miles”         | Niklas Jarl (tm), David Stenmarck (tm)                                                                       | 58             | 24             | 82             | 7       |
| 5    | Emilia             | „You're My World”    | Emilia Rydberg (t/m), Figge Boström (t/m)                                                                    | 28             | –              | 28             | 9       |
| 6    | Alcazar            | „Stay the Night”     | Anders Hansson (t/m), Mårten Sandén (t/m), Andreas Lundstedt (t/m), Therese Merkel (t/m), Lina Hedlund (t/m) | 67             | 72             | 139            | 5       |
| 7    | Sarah Dawn Finer   | „Moving On”          | Sarah Dawn Finer (t/m), Fredrik Kempe (t/m)                                                                  | 75             | 12             | 87             | 6       |
| 8    | E.M.D.             | „Baby Goodbye”       | Erik Segerstedt (t/m), Mattias Andréasson (t/m), Danny Saucedo (t/m), Oscar Görres (t/m)                     | 49             | 96             | 145            | 3       |
| 9    | Sofia              | „Alla”               | Nina Karolidou (t), Dimitri Stassos (m), Henrik Wikström (m), Irini Michas (m)                               | 12             | –              | 12             | 10      |
| 10   | Molly Sandén       | „Så vill stjärnorna” | Ingela „Pling” Forsman (t), Bobby Ljunggren (m), Marcos Ubeda (m)                                            | 2              | –              | 2              | 11      |
| 11   | Malena Ernman      | „La voix”            | Malena Ernman (t), Fredrik Kempe (t/m)                                                                       | 38             | 144            | 182            | 1       |

Legenda:
     Zdobywca pierwszego miejsca
     Zdobywca drugiego miejsca
     Zdobywca trzeciego miejsca

### Głosowanie
| Numer | Piosenka             | Między- narodowe jury | Luleå | Umeå | Sundsvall | Falun | Karlstad | Örebro | Norr- köping | Göteborg | Växjö | Malmö | Sztok- holm | Punkty jury | Audiotele/SMS | Audiotele/SMS | Audiotele/SMS | Razem | Miejsce |
| Numer | Piosenka             | Między- narodowe jury | Luleå | Umeå | Sundsvall | Falun | Karlstad | Örebro | Norr- köping | Göteborg | Växjö | Malmö | Sztok- holm | Punkty jury | Głosy         | %             | Punkty        | Razem | Miejsce |
| ----- | -------------------- | --------------------- | ----- | ---- | --------- | ----- | -------- | ------ | ------------ | -------- | ----- | ----- | ----------- | ----------- | ------------- | ------------- | ------------- | ----- | ------- |
| 1     | „Hope & Glory”       | 6                     | 10    | 12   | 6         | 10    | 2        | 4      | 2            | 12       | 10    | 10    | 12          | 96          | 182 651       | 10,4%         | 48            | 144   | 4       |
| 2     | „Snälla, snälla”     | 10                    | 12    | 8    | –         | 4     | –        | –      | 6            | 4        | 6     | –     | 1           | 51          | 318 952       | 18,2%         | 120           | 171   | 2       |
| 3     | „Love Love Love”     | –                     | 1     | 4    | 8         | 2     | 1        | –      | –            | 8        | –     | 6     | 10          | 40          | 49 819        | 2,8%          | –             | 40    | 8       |
| 4     | „1000 Miles”         | –                     | 2     | 6    | 2         | 1     | 12       | 2      | 4            | 1        | 8     | 12    | 8           | 58          | 178 283       | 10,2%         | 24            | 82    | 7       |
| 5     | „You're My World”    | 4                     | –     | –    | –         | 12    | –        | 8      | –            | –        | 4     | –     | –           | 28          | 48 844        | 2,8%          | –             | 28    | 9       |
| 6     | „Stay The Night”     | –                     | 6     | 10   | 12        | –     | 10       | 1      | 10           | 10       | 1     | 1     | 6           | 67          | 199 014       | 11,4%         | 72            | 139   | 5       |
| 7     | „Moving On”          | 12                    | 4     | 1    | 4         | 6     | 6        | 10     | 8            | 2        | 12    | 8     | 2           | 75          | 146 300       | 8,4%          | 12            | 87    | 6       |
| 8     | „Baby Goodbye”       | –                     | –     | –    | 10        | 8     | 8        | 12     | 1            | 6        | –     | –     | 4           | 49          | 231 098       | 13,2%         | 96            | 145   | 3       |
| 9     | „Alla”               | 8                     | –     | –    | –         | –     | –        | –      | –            | –        | –     | 4     | –           | 12          | 19 885        | 1,1%          | –             | 12    | 10      |
| 10    | „Så vill stjärnorna” | 2                     | –     | –    | –         | –     | –        | –      | –            | –        | –     | –     | –           | 2           | 51 467        | 2,9%          | –             | 2     | 11      |
| 11    | „La voix”            | 1                     | 8     | 2    | 1         | –     | 4        | 6      | 12           | –        | 2     | 2     | –           | 38          | 322 657       | 18,4%         | 144           | 182   | 1       |